# Cnephasia semibrunneata
Cnephasia semibrunneata es una especie de polilla perteneciente al género Cnephasia, categorizada en la tribu Cnephasiini, de la subfamilia Tortricinae.

## Distribución
Se distribuye por Argelia.

## Taxonomía
Fue descrita por Joannis en 1891 y publicada por primera vez en (Sciaphila), Bull. Soc. ent. Fr. 1891: 81.